# 聚合果
聚合果是果實的一種也稱作聚心皮果，指單一果實由兩個或多個心皮及莖軸發育而成。在一朵花內有多枚離生的雌蕊（心皮），每一枚雌蕊形成一個小單果，許多小單果聚生在同一花萼上所形成的果實。如草莓、毛茛等的果實。構成聚合果的單果因植物種類而不同。如草莓、毛茛的單果為瘦果，所構成的聚合果為聚合瘦果；番荔枝和南五味子的單果為漿果，所構成的聚合果為聚合漿果；懸鉤子、覆盆子的單果為核果，所構成的聚合果為聚合核果；玉蘭、金蓮花的單果為蓇葖果，所構成的聚合果為聚合蓇葖果。

## 參看
- 果實
- 聚花果
- 複果